# Tee
tee — утиліта UNIX-подібних систем, яка зчитує дані з потоку вводу і одночасно виводить їх та записує до файлу, назва якого передається як параметр. Назва походить від букви "Т", яка нагадує потрійне з’єднання труб, що використовується у сантехніці.

## Опис і синтаксис

Використання tee: Вивід ls -l перенаправляється до tee. Ця команда пише дані до файлу file.txt і передає далі команді less для виводу на екран. Назва tee походить від цієї схеми, що нагадує літеру T

tee потрібна для того, щоб "роздвоїти" вивід програми: дані будуть одночасно показуватись на екрані та записуватимуться до файлу. Команда використовується всередині ланцюжку інших команд, отримує дані і передає їх далі.

### У UNIX-подібних системах
```
tee [ -a ] [ -i ] [ File ... ]
```

Аргументи:
- File Один або більше файлів, у яких зберігатимуться отримані дані.

Опції:
- -a Вміст файлу File буде доповнюватись, а не перезапишеться
- -i Команда ігноруватиме сигнали переривань.

Команда завершується з наступним результатом:
- 0 Якщо стандартний вивід було скопійовано до усіх вказаних файлів.
- >0 Якщо виникла якась помилка.

Приклад:
- Звичайне використання:

```
lint
 
program.c
 
|
 
tee
 
program.lint

```

Результат обстеження файлу program.c програмою lint буде збережено до program.lint і одночасно виведено на екран.
- Перенаправлення STDERR:

```
ls
 
./
 
qwerty
 
2
>
&
1
 
|
 
tee
 
ls.log

```

За помовчанням tee отримує дані зі стандартного потоку виводу. У цьому разі, якщо файл qwerty відсутній в каталозі, повідомлення про це буде записане у потік помилок. Відповідно, до файлу ls.log воно не потрапить. Для того, щоб це сталось, треба об’єднати потоки виводу та помилок конструкцією 2>&1

### Windows PowerShell
```
tee [-FilePath] <String> [-InputObject <PSObject>]
tee -Variable <String> [-InputObject <PSObject>]
```

- -InputObject <PSObject> Вказує джерело даних для команди.
- -FilePath <String> Вказує файл, до якого буде збережено дані. Назва може містити байдужі символи, якщо вони приведуть лише до одного варіанту.
- -Variable <String> Посилання на вхідні дані, присвоєні змінній.